# Encart (route)
Dans le domaine de la signalisation routière de jalonnement, un encart est une partie d’un panneau d’une couleur différente de celle du reste du panneau.

## Exemples

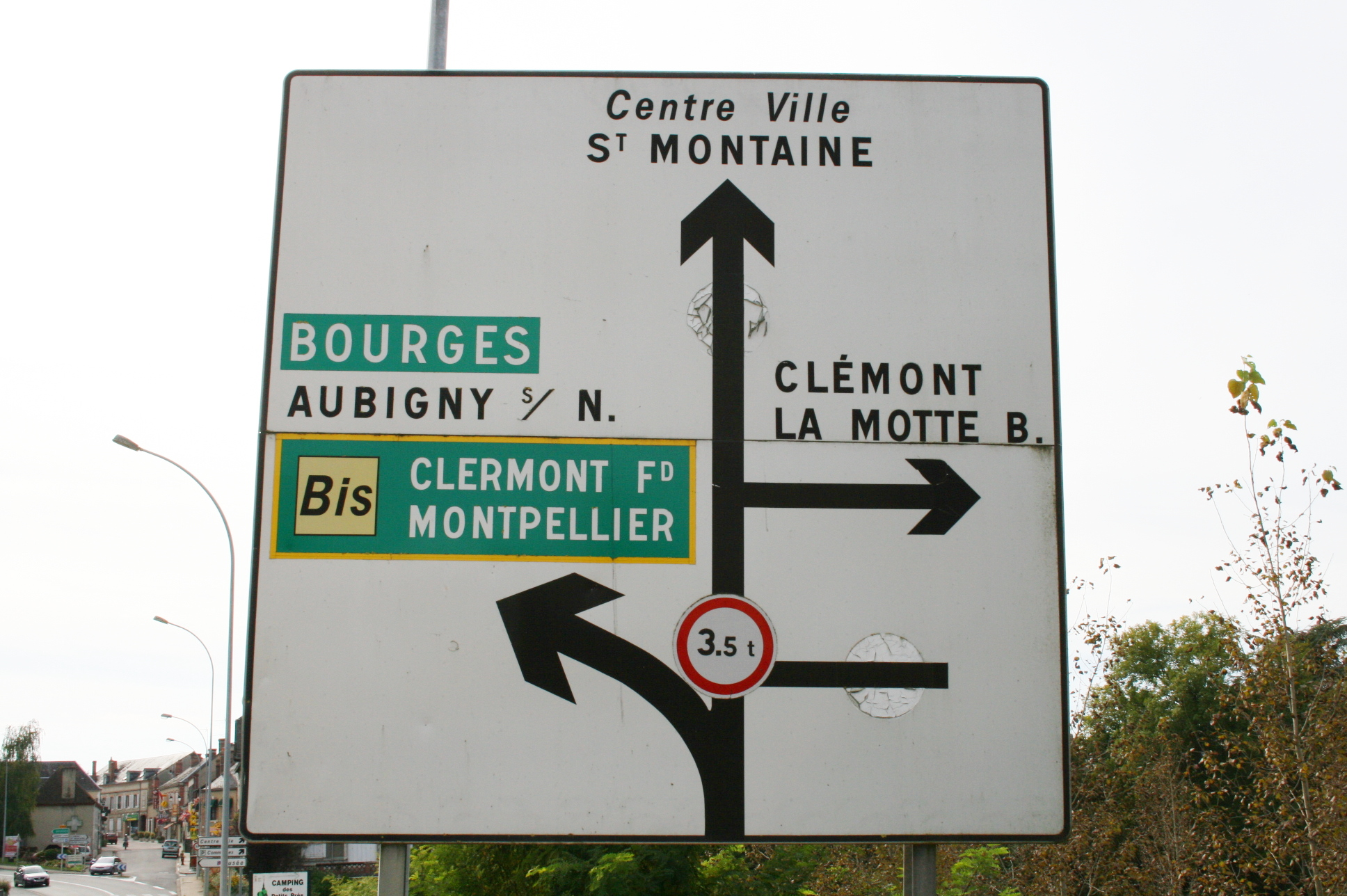
Exemple

- Sur l’exemple ci-contre représentant un panneau diagrammatique la mention « BOURGES » est inscrite sur un encart à fond vert. Le bloc de mentions « CLERMONT-FERRAND - MONTPELLIER » est inscrit sur un encart vert à bord jaune.

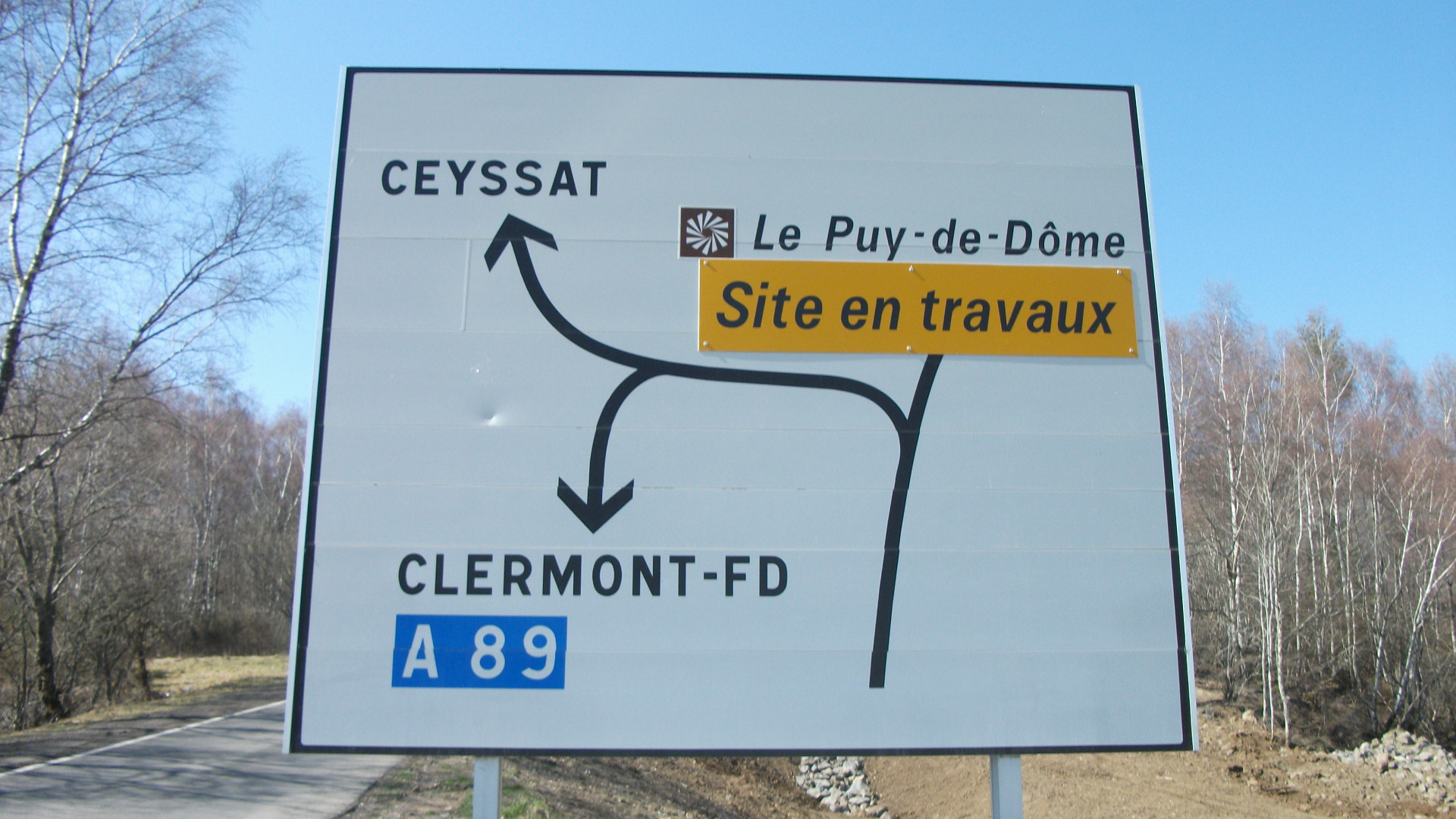
Autre exemple

- Sur l’exemple ci-contre, la mention « Site en travaux » est inscrite sur un encart à fond jaune. Le bloc de mention « A 89 » est inscrit sur un encart à fond bleu.

## Sources
- Instruction interministérielle du 22 mars 1982 relative à la signalisation de direction.